# Billy "Crash" Craddock
Billy "Crash" Craddock född 16 juni 1939 i Greensboro, North Carolina), känd av sina fans som "Mr. Country Rock" för hans uptempo, rock-influerade stil av countrymusik, är en amerikansk countrysångare som vann popularitet på 1970-talet med en rad av countrymusik hits: 9 av dessa är number one hits.

## Diskografi (urval)
Album
- 1964 – I'm Tore Up
- 1971 – Knock Three Times
- 1972 – You Better Move On
- 1973 – Two Sides of 'Crash'
- 1973 – Mr. Country Rock
- 1974 – Rub It In
- 1975 – Still Thinkin' Bout You
- 1976 – Crash
- 1976 – Easy As Pie
- 1977 – At the Ivanhoe Theatre
- 1977 – Live! - Billy "Crash" Craddock
- 1978 – The First Time
- 1978 – Billy "Crash" Craddock
- 1978 – Turning Up and Turning Down
- 1979 – Laughing and Crying, Living and Dying
- 1980 – Changes
- 1981 – Crash Craddock
- 1982 – The New Will Never Wear off of You
- 1989 – Back on Track

Singlar (topp 10 på Billboard Hot Country Songs)
- 1971 – "Knock Three Times" (#3)
- 1971 – "Dream Lover" (#5)
- 1971 – "You Better Move On" (#10)
- 1972 – "Nothin' Shakin' (But the Leaves on the Trees)" (#10)
- 1972 – "I'm Gonna Knock on Your Door" (#5)
- 1973 – "Till The Water Stops Runnin' " (#8)
- 1973 – "Sweet Magnolia Blossom" (#3)
- 1974 – "Rub It In" (#1)
- 1974 – "Ruby Baby" (#1)
- 1975 – "Still Thinkin' 'bout You" (#4)
- 1975 – "I Love The Blues and the Boogie Woogie" (#10)
- 1975 – "Easy as Pie" (#2)
- 1976 – "Walk Softly" (#7)
- 1976 – "You Rubbed It in All Wrong" (#4)
- 1976 – "Broken Down in Tiny Pieces" (#1)
- 1977 – "A Tear Fell" (#7)
- 1977 – "The First Time" (#10)
- 1978 – "I Cheated on a Good Woman's Love" (#4)
- 1978 – "If I Could Write a Song as Beautiful as You" (#4)